# 스퀘어원 쇼핑센터
스퀘어원 쇼핑센터(영어: Square One Shopping Centre)는 캐나다 온타리오주 미시소가에 위치한 쇼핑센터이다. 점포 수로는 캐나다에서 2위, 온타리오 주에서는 1위이다. 2층 건물로 되어 있다. 미시소거 도심에 위치하고 있으며, 시청, 극장, 미술관, 도서관, 버스 터미널 등과 인접해 있다. 토론토 근교이며, 토론토 피어슨 국제공항에서 자동차로 서쪽으로 15분 정도 소요된다.